# Nicolas François Guillard

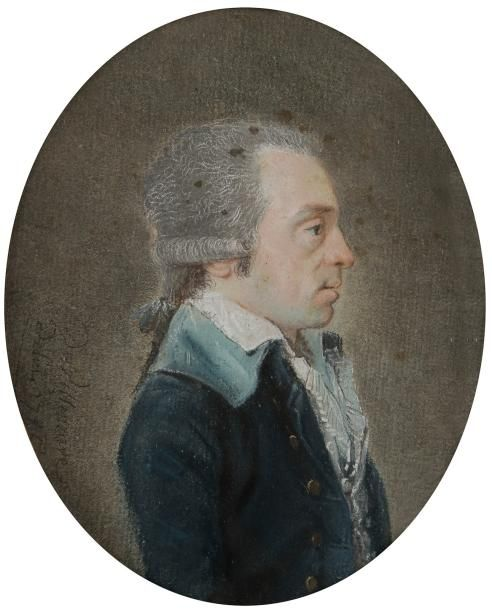
Nicolas François Guillard

Nicolas-François Guillard (* 16. Januar 1752 in Chartres; † 26. Dezember 1814 in Paris) war ein französischer Librettist.

## Leben
Guillard war Mitglied des Comité de Lecture der Pariser Oper. Er galt als einer der führenden Librettisten seiner Zeit und schrieb Libretti u. a. für Antonio Salieri, Antonio Sacchini und Christoph Willibald Gluck. Häufig adaptierte er hierbei Dramen anderer Autoren für die Oper. Mit La mort d’Adam wandte er sich am Ende seiner Laufbahn einem biblischen Thema zu. In Anerkennung seiner Verdienste als Librettist erhielt er eine staatliche Rente.

## Libretti
Quelle: siehe hier
- Christoph Willibald Gluck: Iphigénie en Tauride, 1779
- André-Ernest-Modeste Grétry: Émilie ou La Belle Esclave, 1781
- Jean-Baptiste Moyne: Électre, 1782
- Antonio Sacchini: Chimène ou le Cid, 1783
- Antonio Sacchini: Dardanus (nach Charles-Antoine Leclerc de La Bruère), 1784
- Antonio Salieri:  Les Horaces, 1786
- Antonio Sacchini: Œdipe à Colone, 1786
- Antonio Sacchini: Arvire et Evélina, 1788
- Jean-Baptiste Moyne: Louis IX en Égypte (mit  François Andrieux), 1790
- Jean-Baptiste Moyne: Elfride, 1792
- Jean-Baptiste Moyne: Miltiade à Marathon, 1793
- Giovanni Paisiello: Proserpine (nach einem Libretto von Philippe Quinault), 1794
- Christian Kalkbrenner: Olimpie, 1798
- André-Ernest-Modeste Grétry: Le Casque et les colombes, 1801
- Jean-François Lesueur: La Mort d’Adam, 1809